# Aeroportul Național Karpathos
Aeroportul Național Karpathos (IATA: AOK, ICAO: LGKP) este un aeroport din Karpathos, Dodecanez, Egeea de Sud, Administrația descentralizată a Mării Egee⁠⁠(d), Grecia ce deservește zona Dimos Karpathou⁠(d). Aeroportul a fost tranzitat în 2022 de 275.007 pasageri. A fost deschis în 1970 și numit după Karpathos.
Situat la o altitudine de 20 m, aeroportul dispune de 1 pistă. Este operat de Hellenic Civil Aviation Authority⁠(d).

## Infrastructură

### Piste
Aeroportul dispune de o singură pistă. Pista 12/30 are suprafața de asfalt și dimensiunile 2.399 m × 45 m. 